# Distrito de Thal
El Distrito de Thal (en alemán Bezirk Thal) es uno de los diez distritos del cantón de Soleura (Suiza), ubicado en pleno centro del cantón. Tiene una superficie de 139,33 km². La capital del distrito es Balsthal. Thal hace parte junto con el distrito de Gäu de la prefectura o círculo electoral de Thal-Gäu.

## Geografía
El distrito de Thal limita al norte con los distritos de Delémont (JU) y Thierstein, al noreste con el de Waldemburgo (BL), al sureste con el de Gäu, al sur con el de Alta Argovia (BE), al suroeste con el de Lebern, y al noroeste con el de Jura bernés (BE).

## Comunas
| Distrito de Thal   | Distrito de Thal       | Distrito de Thal |
| Comunas            | Población (31.12.2014) | Superficie km²   |
| ------------------ | ---------------------- | ---------------- |
| Aedermannsdorf     | 546                    | 12.88            |
| Balsthal           | 5923                   | 15.69            |
| Gänsbrunnen        | 93                     | 11.36            |
| Herbetswil         | 540                    | 16.35            |
| Holderbank         | 621                    | 7.79             |
| Laupersdorf        | 1711                   | 15.52            |
| Matzendorf         | 1282                   | 11.29            |
| Mümliswil-Ramiswil | 2436                   | 35.48            |
| Welschenrohr       | 1129                   | 12.97            |
| Total (9)          | 14 281}}               | 139.33           |